# 발칸반도의 마천루 목록
이것은 발칸반도의 마천루 목록이다. 이 목록에는 슬로베니아와 터키의 유럽 지역을 포함하여 높이 74m 또는 최소 20층인 발칸 반도의 마천루가 포함되어 있다.
발칸반도에서 가장 높은 건물은 터키 이스탄불의 유럽쪽에 위치한 이스탄불 사파이어다. 알바니아에서 가장 높은 마천루는 TID 타워, 불가리아에서는 캐피탈 포트, 크로아티아에서는 비즈니스 센터 스트로자르스카, 루마니아에서는 플로레아스카 시티 센터, 세르비아에서는 베오그라드얀카, 슬로베니아에서는 크리스탈 플레이스, 북마케도니아에서는 MRT 센터가 가장 높고 그리스에서는 아테나 타워다.

## 가장 높은 마천루

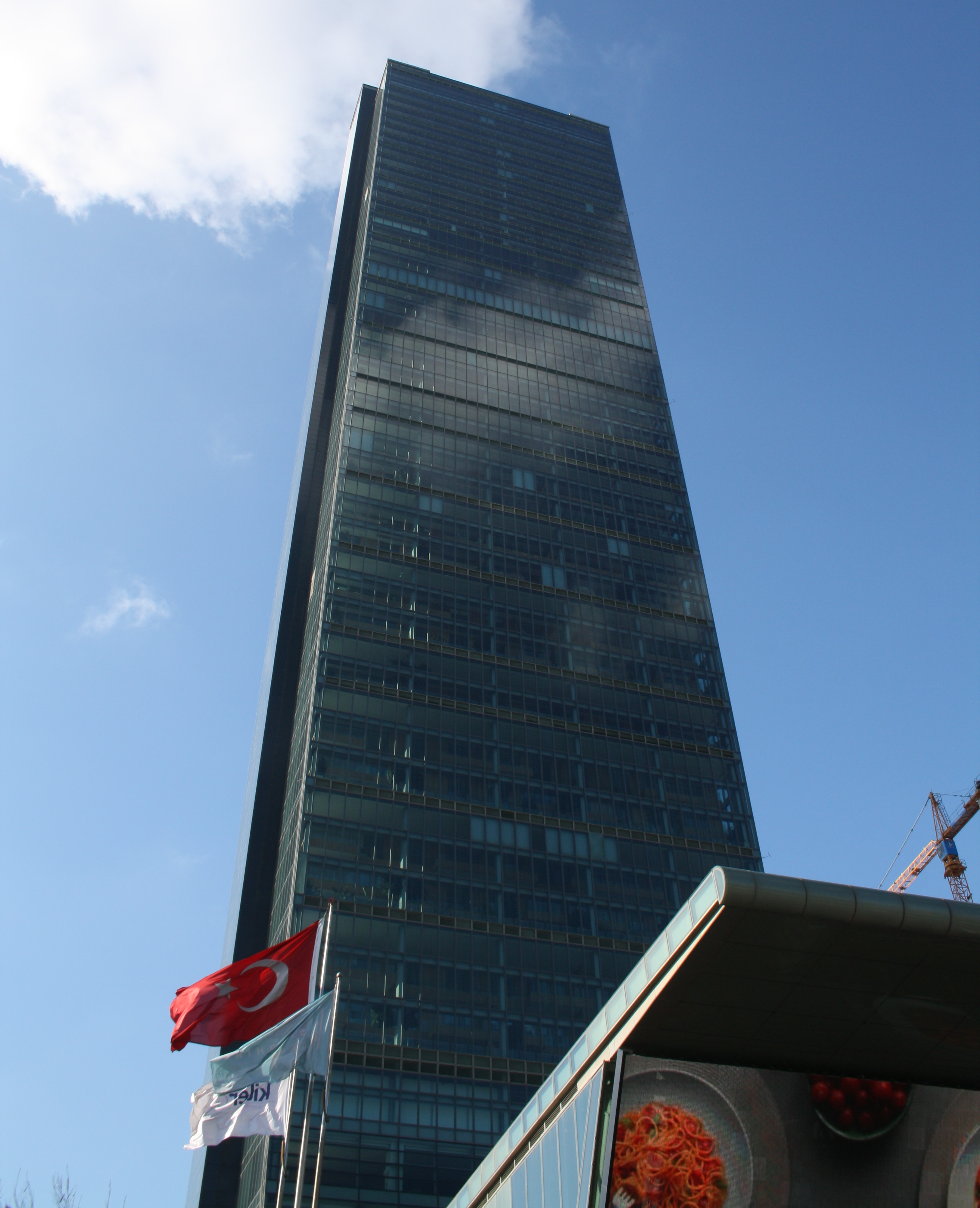
이스탄불의 사파이어 타워는 발칸반도에서 가장 높은 마천루이다.

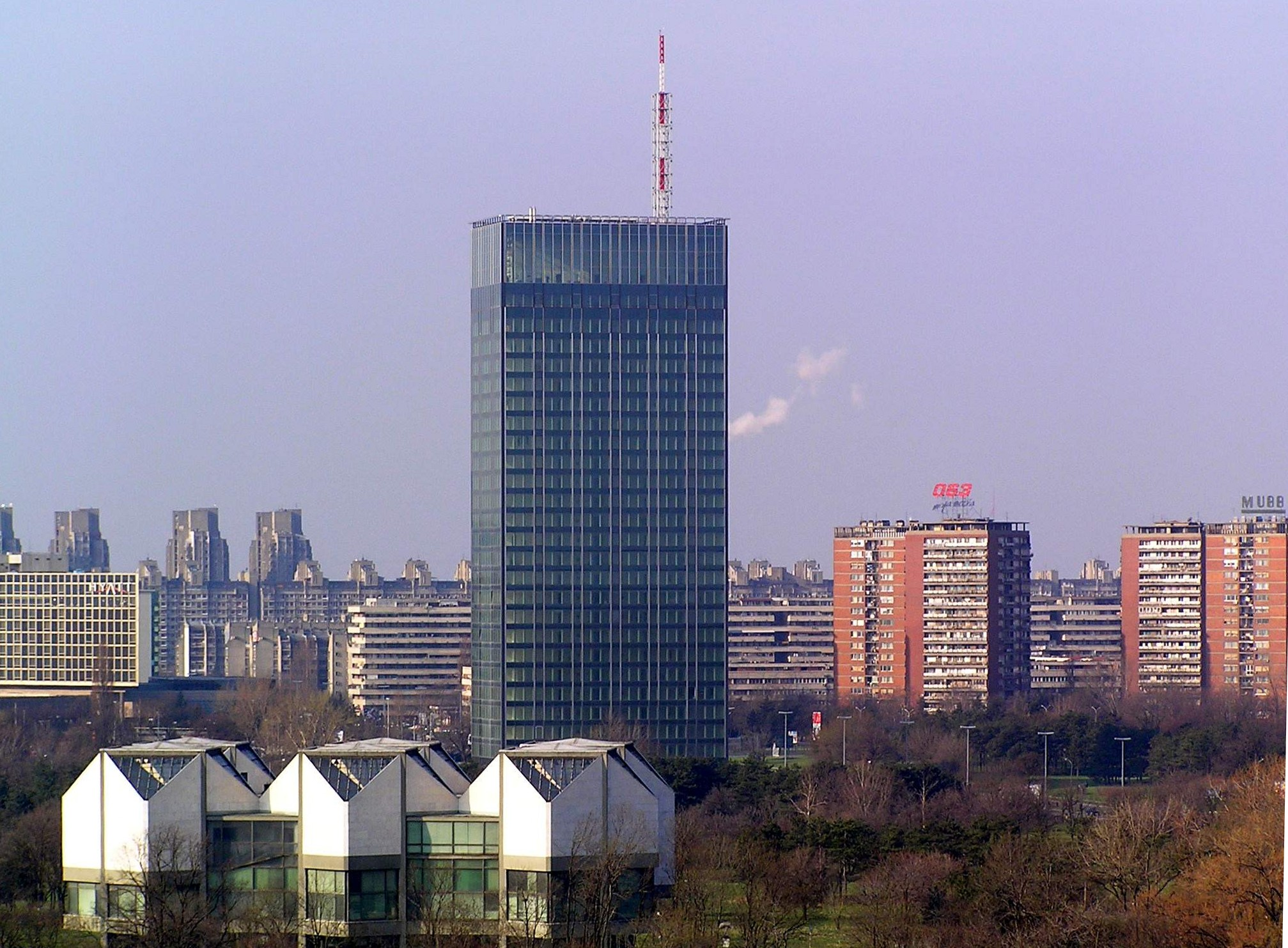
우스케 타워

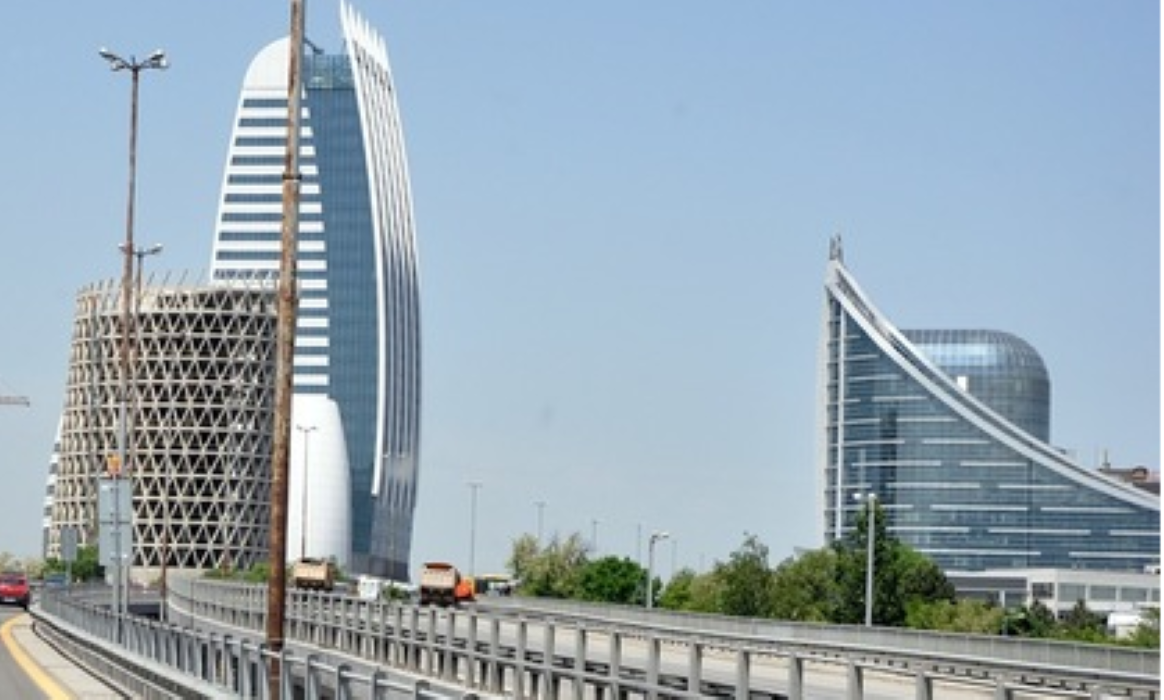
캐피탈 포트

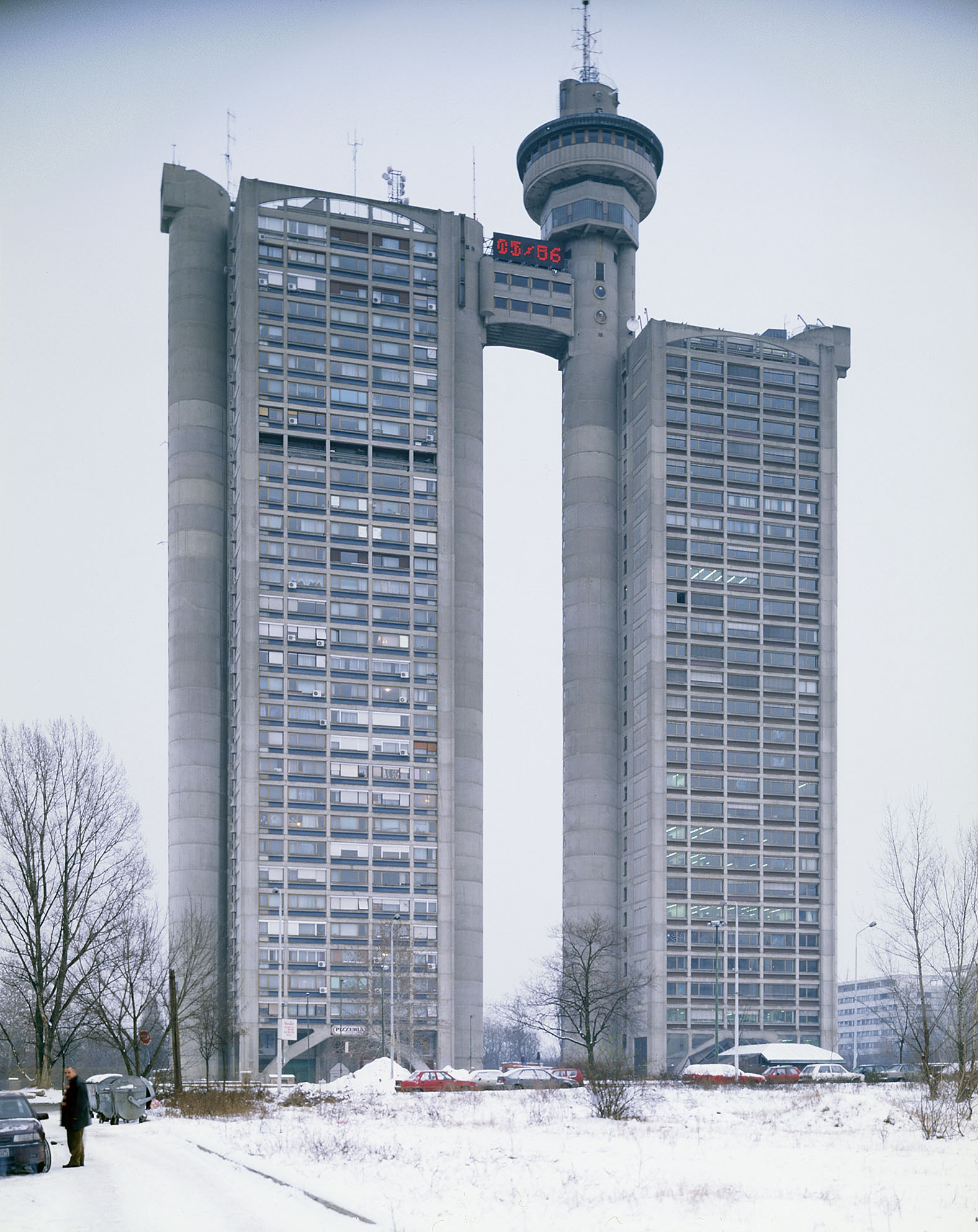
제넥스 타워

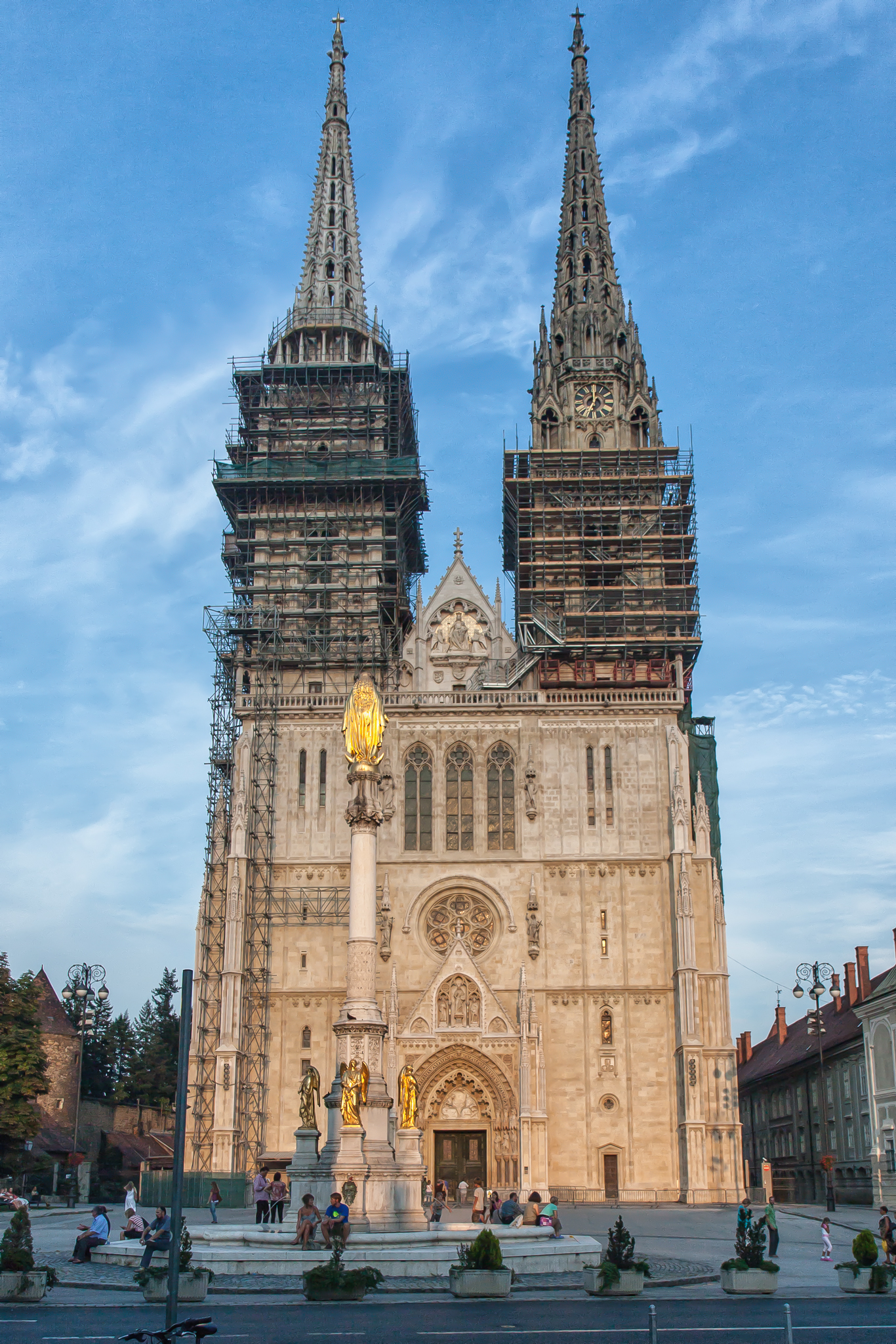
자그레브 성당

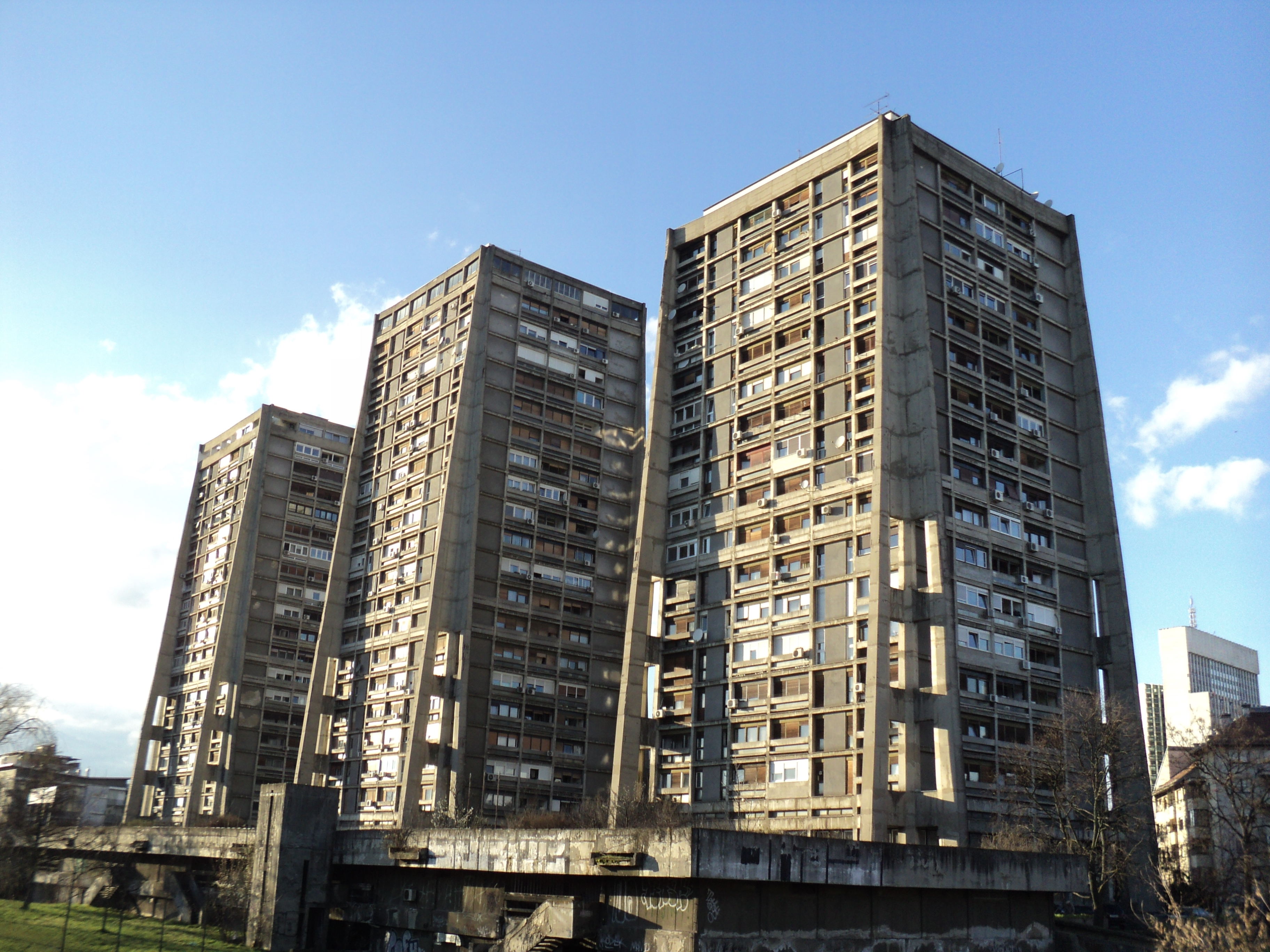
리히터의 마천루

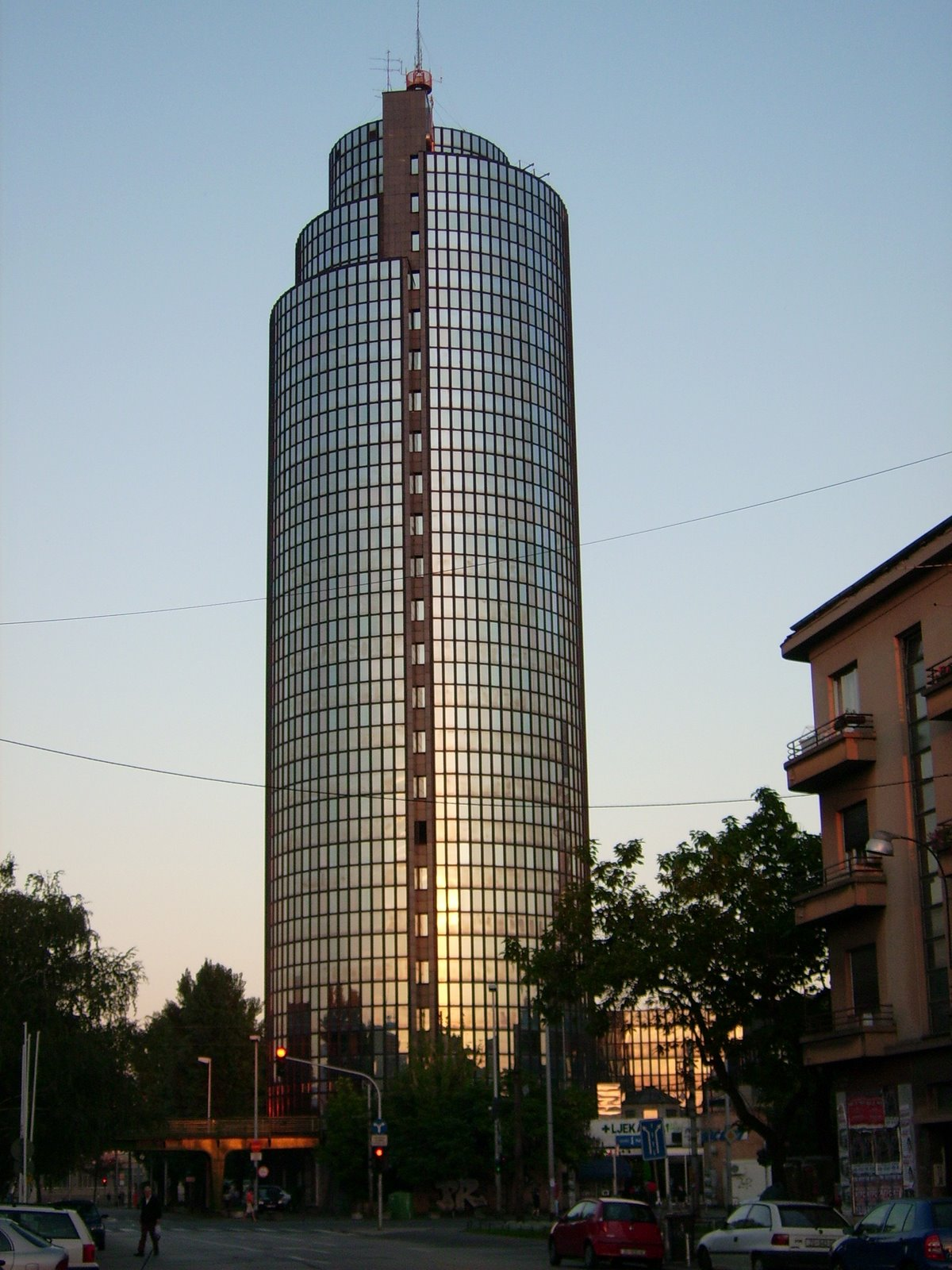
시보나 타워

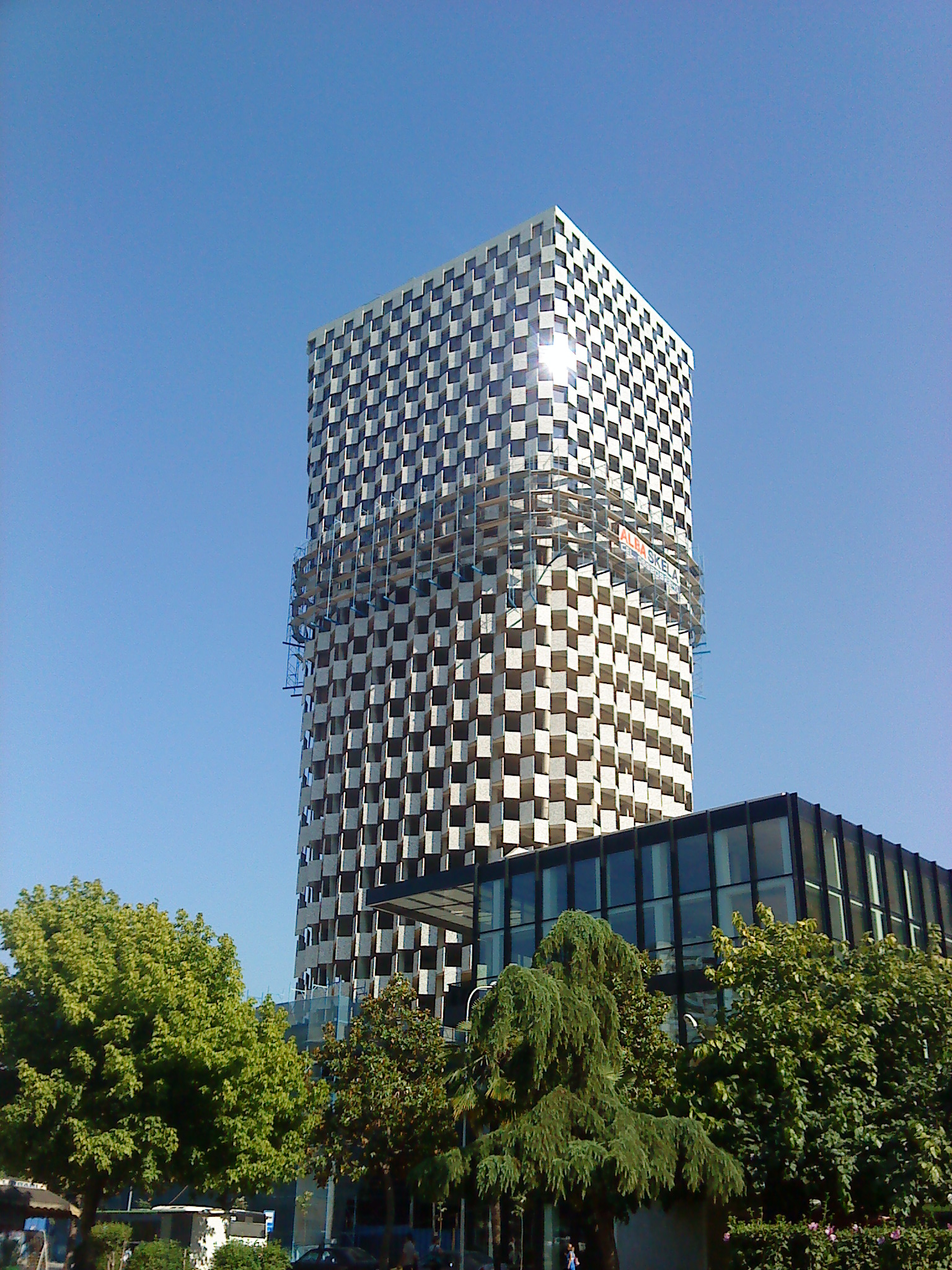
TID 타워

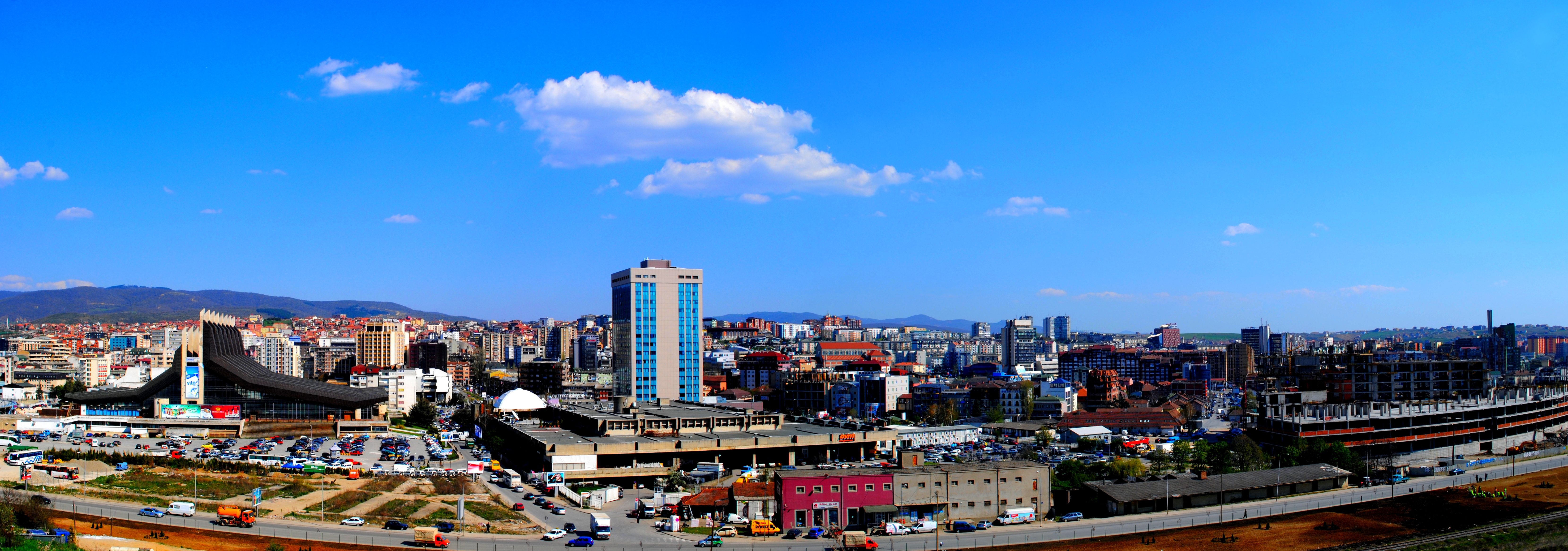
릴리야 타워

이 목록은 발칸반도의 건물을 표준 높이 측정을 기준으로 최소 70m (230 ft) 또는 20층에 위치한다.
| 순위 | 이름                                     | 도시           | 높이 ft (m) | 층수 | 연도 | 나라                  | 비고                                       |
| ---- | ---------------------------------------- | -------------- | ----------- | ---- | ---- | --------------------- | ------------------------------------------ |
|      | 스카이랜드 이스탄불 1                    | 이스탄불       | 293 m       | 65   | 2017 | 터키                  | 발칸반도에서 가장 높은 마천루              |
|      | 이스탄불 사파이어                        | 이스탄불       | 261 m       | 66   | 2011 | 터키                  |                                            |
|      | 스파인 타워                              | 이스탄불       | 202 m       | 51   | 2013 | 터키                  |                                            |
|      | 안트힐 레지던스 1 & 2                    | 이스탄불       | 195 m       | 54   | 2010 | 터키                  |                                            |
|      | 이스뱅크 타워 1                          | 이스탄불       | 181 m       | 52   | 2000 | 터키                  |                                            |
|      | 쉬쉴리 플라자                            | 이스탄불       | 170 m       | 46   | 2007 | 터키                  |                                            |
|      | 소약 타워                                | 이스탄불       | 170 m       | 40   | 2014 | 터키                  |                                            |
|      | 레벤트 199                               | 이스탄불       | 170 m       | 40   | 2014 | 터키                  |                                            |
|      | 테라스 테마                              | 이스탄불       | 170 m       | 39   | 2014 | 터키                  |                                            |
|      | 오즈딜렉 플라자 1                        | 이스탄불       | 170 m       | 38   | 2012 | 터키                  |                                            |
|      | 테크스킬켄트 플라자 1 & 2                | 이스탄불       | 168 m       | 44   | 2000 | 터키                  |                                            |
|      | 42 마슬락 1 & 2                          | 이스탄불       | 167 m       | 42   | 2014 | 터키                  |                                            |
|      | 셀레늄 트윈스 1 & 2                      | 이스탄불       | 165 m       | 34   | 2008 | 터키                  |                                            |
|      | 릭소스 보몬티 레지던스                   | 이스탄불       | 169 m       | 43   | 2010 | 터키                  |                                            |
|      | 악뱅크 타워                              | 이스탄불       | 158 m       | 39   | 1993 | 터키                  |                                            |
|      | 트럼프 타워 이스탄불 1                   | 이스탄불       | 155 m       | 39   | 2010 | 터키                  |                                            |
|      | 수저 플라자 리츠칼튼                     | 이스탄불       | 154 m       | 38   | 1998 | 터키                  |                                            |
|      | 폴랏 타워 레지던스                       | 이스탄불       | 153 m       | 40   | 2001 | 터키                  |                                            |
|      | 이스탄불룸                               | 이스탄불       | 150 m       | 44   | 2013 | 터키                  |                                            |
|      | 오즈딜렉 플라자 2                        | 이스탄불       | 148 m       | 37   | 2013 | 터키                  |                                            |
|      | 선 플라자                                | 이스탄불       | 147 m       | 38   | 2005 | 터키                  |                                            |
|      | 트럼프 타워 이스탄불 2                   | 이스탄불       | 145 m       | 37   | 2010 | 터키                  |                                            |
|      | IFC 보몬티 호텔                          | 이스탄불       | 143 m       | 35   | 2012 | 터키                  |                                            |
|      | 탓 트윈 타워 1 & 2                       | 이스탄불       | 143 m       | 34   | 2000 | 터키                  |                                            |
|      | 메트로시티 밀레니엄 타워 1, 2 & 3        | 이스탄불       | 143 m       | 31   | 2000 | 터키                  |                                            |
|      | 세바히르 타워                            | 스코페         | 142 m       | 42   | 2016 | 북마케도니아          | 북마케도니아에서 가장 높은 마천루          |
|      | 아바즈 트위스트 타워                     | 사라예보       | 142 m       | 38   | 2008 | 보스니아 헤르체고비나 | 보스니아 헤르체고비나에서 가장 높은 마천루 |
|      | 사반시 메르키지                          | 이스탄불       | 140 m       | 34   | 1993 | 터키                  |                                            |
|      | 업필 코트 1 & 2                          | 이스탄불       | 140 m       | 33   | 2008 | 터키                  |                                            |
|      | 플로레카스 시티 센터 스카이 타워         | 부쿠레슈티     | 137 m       | 37   | 2013 | 루마니아              | 루마니아에서 가장 높은 마천루.             |
|      | 캐피탈 포트                              | 소피아         | 126 m       | 28   | 2015 | 불가리아              | 불가리아에서 가장 높은 마천루.             |
|      | 밀레니엄 센터 - 호텔 타워                | 소피아         | 121 m       | 28   | 2016 | 불가리아              |                                            |
|      | 보스말 시티 센타르                       | 사라예보       | 118 m       | 35   | 2007 | 보스니아 헤르체고비나 |                                            |
|      | 글로벌워스 타워                          | 부쿠레슈티     | 118 m       | 23   | 2015 | 루마니아              |                                            |
|      | 우스케 타워                              | 베오그라드     | 115 m       | 27   | 1964 | 세르비아              |                                            |
|      | 제넥스 타워                              | 베오그라드     | 115 m       | 35   | 1980 | 세르비아              |                                            |
|      | 바사랍 타워                              | 부쿠레슈티     | 114 m       | 23   | 1988 | 루마니아              |                                            |
|      | 멜랑 센터                                | 투즐라         | 110 m       | 23   | 2014 | 보스니아 헤르체고비나 |                                            |
|      | 부쿠레슈티 타워 센터                     | 부쿠레슈티     | 106 m       | 23   | 2008 | 루마니아              |                                            |
|      | ANA 타워                                 | 부쿠레슈티     | 105 m       | 25   | 2019 | 루마니아              |                                            |
|      | 자그레브 성당                            | 자그레브       | 105 m       | N/A  | 1899 | 크로아티아            | 크로아티아에서 가장 높은 마천루            |
|      | 호텔 로디나                              | 소피아         | 104 m       | 25   | 1981 | 불가리아              |                                            |
|      | 카사 프레세리에 리베레                   | 부쿠레슈티     | 104m        | 12   | 1957 | 루마니아              |                                            |
|      | 아테네 타워 1                            | 아테네         | 103 m       | 28   | 1971 | 그리스                | 그리스에서 가장 높은 마천루                |
|      | 파크 상트 피터스버그 호텔                | 플로브디프     | 103 m       | 22   | 1986 | 불가리아              |                                            |
|      | 베오그라디안카                           | 베오그라드     | 101 m       | 30   | 1974 | 세르비아              |                                            |
|      | 루도 A, B, C                             | 베오그라드     | 100 m       | 30   | 1976 | 세르비아              |                                            |
|      | 스타디움 타워                            | 티라나         | 100 m       | 25   | 2019 | 알바니아              | 알바니아에서 가장 높은 마천루              |
|      | CITUB 어드미니스트레이티브 빌딩          | 소피아         | 99 m        | 22   | 1978 | 불가리아              |                                            |
|      | 호텔 마리넬라                            | 소피아         | 98 m        | 22   | 1979 | 불가리아              |                                            |
|      | 어드미니스트레이티브 (사투마레)          | 사투마레       | 97 m        | 18   | 1984 | 루마니아              |                                            |
|      | 포슬로비니 센타르 스트로자스카           | 자그레브       | 96.15 m     | 25   | 2015 | 크로아티아            |                                            |
|      | 유로타워 1                               | 자그레브       | 96 m        | 26   | 2006 | 크로아티아            |                                            |
|      | 자그레판카                               | 자그레브       | 95 m        | 27   | 1976 | 크로아티아            |                                            |
|      | 호텔 미라게                              | 부르가스       | 95 m        | 21   | 2003 | 불가리아              |                                            |
|      | 아스미타 가든                            | 부쿠레슈티     | 92.2 m      | 24   | 2009 | 루마니아              |                                            |
|      | 시보나 타워                              | 자그레브       | 92 m        | 22   | 1987 | 크로아티아            |                                            |
|      | TV5 마천루                               | 니시           | 91 m        | 20   | 1973 | 세르비아              |                                            |
|      | 호텔 도브루드자                          | 알베나         | 91 m        | 19   | 1983 | 불가리아              |                                            |
|      | 라즈피 레지던스                          | 두러스         | 91 m        | 27   | 2018 | 알바니아              |                                            |
|      | 인피니티 타워                            | 소피아         | 90.5        | 19   | 2013 | 불가리아              |                                            |
|      | 티미쇼아라 오서독스 성당                 | 티미쇼아라     | 90.5 m      | 1    | 1941 | 루마니아              |                                            |
|      | GM 스트로이                              | 부르가스       | 90 m        | 30   | 2012 | 불가리아              |                                            |
|      | 오시예크 공동 대성당                     | 오시예크       | 90 m        | N/A  | 1898 | 크로아티아            |                                            |
|      | 유나이티드 투자 무역 회사                | 사라예보       | 90 m        | 25   | 1981 | 보스니아 헤르체고비나 |                                            |
|      | 그리스 – 보스니아 헤르체고비나 우호 빌딩 | 사라예보       | 90 m        | 21   | 1982 | 보스니아 헤르체고비나 |                                            |
|      | 크리스탈 팰리스                          | 류블랴나       | 89 m        | 20   | 2011 | 슬로베니아            | 슬로베니아에서 가장 높은 마천루            |
|      | 릴린드자 타워                            | 프리슈티나     | 89 m        | 18   | 1978 | 코소보                | 코소보에서 가장 높은 마천루                |
|      | 인터콘티넨탈 부쿠레슈티                  | 부쿠레슈티     | 87 m        | 24   | 1971 | 루마니아              |                                            |
|      | 헤무스 호텔                              | 소피아         | 86 m        | 20   | 1976 | 불가리아              |                                            |
|      | 소파르마 비즈니스 센터 - 타워 3          | 소피아         | 85.3        | 22   | 2011 | 불가리아              |                                            |
|      | TID 타워                                 | 티라나         | 85 m        | 25   | 2012 | 알바니아              |                                            |
|      | 홈 오브 더 빌더                          | 스타라자고라   | 85 m        | 18   |      | 불가리아              |                                            |
|      | 오르히데아 타워                          | 부쿠레슈티     | 85 m        | 17   | 2018 | 루마니아              |                                            |
|      | 호텔 코스모스                            | 부르가스       | 84.3 m      | 19   |      | 불가리아              |                                            |
|      | 호텔 리가                                | 루세           | 84 m        | 20   | 1975 | 불가리아              |                                            |
|      | 팰리스 오브 더 팔러먼트                  | 부쿠레슈티     | 84 m        | 12   | 1997 | 루마니아              |                                            |
|      | 자코보 성당                              | 자코보         | 84 m        | N/A  | 1882 | 크로아티아            |                                            |
|      | ABA 비즈니스 센터                        | 티라나         | 83 m        | 21   | 2008 | 알바니아              |                                            |
|      | BRD 타워                                 | 부쿠레슈티     | 83 m        | 19   | 2003 | 루마니아              |                                            |
|      | 부쿠레슈티 파이낸셜 프라자               | 부쿠레슈티     | 83 m        | 18   | 1997 | 루마니아              |                                            |
|      | 파크 호텔 모스크바                       | 소피아         | 82.5 m      | 23   | 1974 | 불가리아              |                                            |
|      | 자그레브 타워                            | 자그레브       | 82.5 m      | 22   | 2006 | 크로아티아            |                                            |
|      | NDK - 프로노                             | 소피아         | 82 m        | 19   | 1981 | 불가리아              |                                            |
|      | 호텔 모스크바                            | 플로브디프     | 81 m        | 26   | 1980 | 불가리아              |                                            |
|      | 스카이 오피스 타워                       | 자그레브       | 81 m        | 22   | 2012 | 크로아티아            |                                            |
|      | 호텔 쿠반                                | 슬런체프브랴크 | 80.2 m      | 20   | 1967 | 불가리아              |                                            |
|      | 아스미타 가든 T6                         | 부쿠레슈티     | 80 m        | 20   | 2009 | 루마니아              |                                            |
|      | 유로 타워                                | 부쿠레슈티     | 80 m        | 18   | 2012 | 루마니아              |                                            |
|      | 누스코 타워                              | 부쿠레슈티     | 80 m        | 20   | 2010 | 루마니아              |                                            |
|      | 성탄 성당, 수체아바                      | 수체아바       | 80 m        | 1    | 2015 | 루마니아              |                                            |
|      | 아트리나 센터 타워                       | 아테네         | 80 m        |      | 1980 | 그리스                |                                            |
|      | 아폴로 타워                              | 아테네         | 80 m        |      | 1973 | 그리스                |                                            |
|      | 도마 기카 플라자 A                       | 부쿠레슈티     | 78 m        | 24   | 2011 | 루마니아              |                                            |
|      | 모나코 타워 T1                           | 부쿠레슈티     | 77 m        | 20   | 2009 | 루마니아              |                                            |
|      | 모나코 타워 T2                           | 부쿠레슈티     | 77 m        | 20   | 2009 | 루마니아              |                                            |
|      | OTE 타워                                 | 테살로니키     | 76 m        |      | 1965 | 그리스                |                                            |
|      | 타운 홀                                  | 수보티차       | 76 m        |      |      | 세르비아              |                                            |
|      | 대성당 플라자 부쿠레슈티                 | 부쿠레슈티     | 75 m        | 19   | 2010 | 루마니아              |                                            |
|      | 시티 게이트 노스 타워                    | 부쿠레슈티     | 75 m        | 18   | 2010 | 루마니아              |                                            |
|      | 시티 게이트 사우스 타워                  | 부쿠레슈티     | 75 m        | 18   | 2010 | 루마니아              |                                            |
|      | 파노라마 호텔 자그레브                   | 자그레브       | 75.2 m      | 20   |      | 크로아티아            |                                            |
|      | 월드 트레이드 센터 류블랴나              | 류블랴나       | 75 m        | 18   | 1993 | 슬로베니아            |                                            |
|      | 비스트리차 루터교 성당                   | 비스트리차     | 75 m        | 1    | 1564 | 루마니아              |                                            |
|      | 시비우 루터교 성당                       | 시비우         | 74 m        | 1    | 1520 | 루마니아              |                                            |
|      | TELUS 타워                               | 소피아         | 74 m        | 20   | 2018 | 불가리아              |                                            |
|      | 프리살리예 6-12                          | 자그레브       | 73.1 m      | 25   |      | 크로아티아            |                                            |
|      | 센타 뷰티                                | 자그레브       | 73 m        | 24   | 1969 | 크로아티아            |                                            |
|      | 브라치 도메니 2-8                        | 자그레브       | 73 m        | 23   |      | 크로아티아            |                                            |
|      | 유나이티드 비즈니스 센터 3               | 이아시         | 72 m        | 19   | 2012 | 루마니아              |                                            |
|      | 시툴라                                   | 류블랴나       | 72 m        | 21   | 2013 | 슬로베니아            |                                            |
|      | 밀레니엄 비즈니스 센터                   | 부쿠레슈티     | 72 m        | 19   | 2006 | 루마니아              |                                            |
|      | 크리스탈 타워 부쿠레슈티                 | 부쿠레슈티     | 72 m        | 15   | 2011 | 루마니아              |                                            |
|      | 스카이스크래퍼                           | 류블랴나       | 70.35 m     | 13   | 1933 | 슬로베니아            |                                            |
|      | MRT 센터                                 | 스코페         | 70 m        | 25   | 1984 | 북마케도니아          |                                            |
|      | 다이아몬드                               | 소피아         | 70 m        | 20   | 2018 | 불가리아              |                                            |
|      | 샤를 드골 플라자                         | 부쿠레슈티     | 70 m        | 16   | 2005 | 루마니아              |                                            |
|      | 리히터의 마천루                          | 자그레브       | 70 m        | 22   | 1968 | 크로아티아            |                                            |
|      | 알리아 아파트                            | 부쿠레슈티     | 70 m        | 20   | 2010 | 루마니아              |                                            |
|      | 쉐라톤 부쿠레슈티 호텔                   | 부쿠레슈티     | 70 m        | 18   | 2001 | 루마니아              |                                            |
|      | 베트나브스키 파크                        | 마리보르       | 67 m        | 18   | 2009 | 슬로베니아            |                                            |
|      | UKC 마리보르                             | 마리보르       | 65.5 m      | 16   | 1973 | 슬로베니아            |                                            |
|      | 카 하우스                                | 니시           | 64.5        | 20   |      | 세르비아              |                                            |
|      | BS3                                      | 류블랴나       | 63.7 m      | 21   | 1981 | 슬로베니아            |                                            |

## 공사중인 가장 높은 마천루 또는 제안된 마천루
이 목록은 발칸반도에서 공사중인 마천루의 순위를 매기고 최소 70m (230 ft) 또는 20층 이상 상승할 계획이다. 승인, 보류 또는 제안된 마천루는 이 표에 포함된다.
| 순위 | 이름                                    | 도시       | 높이 ft (m) | 층수 | 나라                  | 비고                         |
| ---- | --------------------------------------- | ---------- | ----------- | ---- | --------------------- | ---------------------------- |
| 1    | 파라다이스 타워                         | 소피아     | 215 m       | 55   | 불가리아              | 승인됨                       |
| 2    | 스카이 포트                             | 소피아     | 202 m       | 47   | 불가리아              | 공사중                       |
| 3    | 가란티 코자 스퀘어 1, 2, 3, 4           | 소피아     | 170 m       | 55   | 불가리아              | 제안됨 (지형은 40 mil. 유로) |
| 4    | 베오그라드 타워                         | 베오그라드 | 168 m       | 42   | 세르비아              | 공사중                       |
| 5    | 오픈 빌                                 | 티미쇼아라 | 155 m       | 27   | 루마니아              | 공사중                       |
| 6    | 웨스트 65                               | 베오그라드 | 155 m       | 40   | 세르비아              | 공사중                       |
| 7    | 호텔 켐핀스키 타워 원                   | 베오그라드 | 140 m       | 33   | 세르비아              | 승인됨                       |
| 8    | 호텔 켐핀스키 타워 투                   | 베오그라드 | 140 m       | 33   | 세르비아              | 승인됨                       |
| 9    | 다운타운 원                             | 티라나     | 137 m       | 37   | 알바니아              | 공사중                       |
| 10   | 스카이라인 베오그라드                   | 베오그라드 | 132 m       | 31   | 세르비아              | 승인됨                       |
| 11   | 즐라텐 벡                               | 소피아     | 130 m       | 36   | 불가리아              | 공사중                       |
| 12   | 타워 123                                | 자그레브   | 123 m       | 31   | 크로아티아            | 제안됨                       |
| 13   | 루마니아 인민 구원 대성당 2             | 부쿠레슈티 | 120 m       | 14   | 루마니아              | 공사중                       |
| 15   | 비데아누 타워 1                         | 부쿠레슈티 | 120 m       | 35   | 루마니아              | 제안됨                       |
| 16   | 비데아누 타워 2                         | 부쿠레슈티 | 120 m       | 35   | 루마니아              | 제안됨                       |
| 17   | 그랜드 캐년                             | 소피아     | 118 m       | 30   | 불가리아              | 준비중                       |
| 18   | 드라브스카 바라타                       | 마리보르   | 112 m       | N/A  | 슬로베니아            | 제안됨                       |
| 19   | 웨스트 게이트 타워 B                    | 스플리트   | 110 m       | 27   | 크로아티아            | 공사중                       |
| 20   | i타워                                   | 소피아     | 108 m       | 30   | 불가리아              | 공사중                       |
| 21   | 오픈 빌 2                               | 티미쇼아라 | 108 m       | 19   | 루마니아              | 공사중                       |
| 22   | NV 타워                                 | 소피아     | 106 m       | 18   | 불가리아              | 공사중                       |
| 23   | 우스케 타워 2                           | 베오그라드 | 104 m       | 22   | 세르비아              | 공사중                       |
| 24   | 이모니카                                | 류블랴나   | 107 m       | N/A  | 슬로베니아            | 승인됨                       |
| 25   | WTC 프리스티나                          | 프리슈티나 | 100 m       | 24   | 코소보                | 공사중                       |
| 26   | 스타디움 타워                           | 티라나     | 100 m       | N/A  | 알바니아              | 공사중                       |
| 27   | 콜리제                                  | 류블랴나   | 95 m        | N/A  | 슬로베니아            | 제안됨                       |
| 28   | 4-에버 그린 타워                        | 티라나     | 85 m        | 25   | 알바니아              | 공사중                       |
| 29   | NIRO 타워                               | 부쿠레슈티 | 85 m        | 23   | 루마니아              | 공사중                       |
| 30   | 사라예보 타워                           | 사라예보   | 83 m        | 26   | 보스니아 헤르체고비나 | 공사중                       |
| 31   | BW 파크뷰                               | 베오그라드 | 82 m        | 23   | 세르비아              | 공사중                       |
| 32   | BW 비스타                               | 베오그라드 | 82 m        | 23   | 세르비아              | 공사중                       |
| 33   | 인터콘티넨탈 호텔 류블랴나              | 류블랴나   | 81 m        | 24   | 슬로베니아            | 공사중                       |
| 34   | 이스트 포트                             | 소피아     | 80 m        | 20   | 불가리아              | 제안됨                       |
| 35   | 미라마라 비즈니스 센터                  | 자그레브   | 80 m        | 20   | 크로아티아            | 보류중                       |
| 36   | 스카이라인 베오그라드 타워 2            | 베오그라드 | 77 m        | 19   | 세르비아              | 승인됨                       |
| 37   | BW 레지던스 - 투 타워                   | 베오그라드 | 72 m        | 20   | 세르비아              | 공사중                       |
| 38   | 세베나 메스트나 브라타 / 임몬 시티 타워 | 류블랴나   | 72 m        | 21   | 슬로베니아            | 제안됨                       |
| 39   | ISHO 리버시드 A                         | 티미쇼아라 | 70 m        | 20   | 루마니아              | 공사중                       |

## 같이 보기
- 알바니아의 마천루 목록
- 보스니아 헤르체고비나의 마천루 목록
- 불가리아의 마천루 목록
- 크로아티아의 마천루 목록
- 그리스의 건축물 및 구조물 목록
- 코소보의 구조물 목록
- 북마케도니아의 마천루 목록
- 루마니아의 마천루 목록
- 세르비아의 구조물 목록
- 슬로베니아의 마천루 목록
- 터키의 마천루 목록
- 유럽의 마천루 목록
- 건축물 및 구조물 목록